# دلال الشمالي
دلال الشمالي (1940-) هي مغنية لبنانية.

## حياتها ونشأتها
ولدت في بلدة درعون قرب حريصا في قضاء كسروان بلبنان.

## مسيرتها
زارت القاهرة عام 1959، وسجلت أغان كثيرة في إذاعة صوت العرب، كما غنت في إذاعات دمشق وبغداد والقدس وبيروت، قدمت أول أغنية لها في الإذاعة المصرية وكانت بعنوان (خد ودي) من ألحان علي إسماعيل. بلغ مجموع الأغنيات التي قدمتها في إذاعتي صوت العرب والقاهرة حوالي 16 أغنية في الفترة بين عامي 1959 و1961. كما شاركت في الفيم السينمائي «تحت سماء المدينة» الذي قدمت فيه أغنية «أنا قلبي فرحان ليه»، وفيلم (عاريات بلا خطيئة) مع فهد بلان وغنت فيه (يا شمعة بالدار تلالي).اشتركت أيضاً في حفلات جماهيرية كثيرة في مصر منها حفل نادي الزمالك الذي أقيم بتاريخ 19 أكتوبر 1961 وأحياه فريد الأطرش وصباح.
بدأت مشوارها الفني مبكراً في الإذاعة الأردنية والإذاعة السورية مع نهاية الستينات، غير أنها لم تقدم سوى القليل من الأغاني بسبب الصعوبات التي واجهتها كمنافسة مطربات كسميرة توفيق وسلوى العاص والتمسك بالعادات والتقاليد في الأردن. فانتقلت دلال الشمالي إلى دمشق حيث عاشت وأقامت في سوريا مع خالتها لفترة طويلة وبدأت انطلاقتها بالأغاني الوطنية السورية والتي برز منها أغنية من قاسيون «أطل يا وطني» والتي غنتها لدمشق وعرفت واشتهرت في دمشق.
عادت إلى عمان ومن ثم انتقلت لتعيش في بغداد وهناك تزوجت من عراقي وأدت أغاني جميلة باللون العراقي، حتى عادت مرة أخرى إلى الأردن حيث أدت خلال مسيرتها الفنية العديد من الأغاني الفلكلورية الجميلة والوطنية في سوريا والأردن.

## أعمالها الفنية

### الأغاني
- شدولي الهودج يلا
- قلي يا يا ولفي علامك
- أحب فيك نظرتك
- يا مأمور اللي بالمطار أعطيني خط الإشارة
- عالياني الياني
- عينك عالنار شعلها يابو عباية ودامر
- طولي يا ليلة
- لهجر قصرك وارجع لبيت الشعر
- سلمتك قلبي
- يابو الخدود الزاهية ماني بغيرك راضية
- يا بيت الشعر
- توت على بيروت مابدي دهب وياقوت
- يا مال الشام يما تعالي
- وعدتني بالحلق

### الأغاني الوطنية
- هليت هليت
- أردن يا مهد العلا نسبا
- شجر الدفلى على النهر
- من قاسيون أطل يا وطني
- قلعة التحدي
- المعجزة